# Жорже Жезуш
Жо́рже Ферна́нду Піне́йру де Же́зуш (порт. Jorge Fernando Pinheiro de Jesus; нар. 24 липня 1954 року, Амадора, Португалія) — португальський футболіст, згодом футбольний тренер. З 2022 року очолює тренерський штаб «Аль-Гіляль» (Ер-Ріяд).

## Досягнення

### Тренер

#### Командні
«Амора»
- Переможець другого дивізіону Португалії: 1991-92

«Белененсеш»
- Фіналіст кубка Португалії: 2006-07

«Брага»
- Володар Кубка Інтертото: 2008

«Бенфіка»
- Чемпіон Португалії: 2009-10, 2013-14, 2014-15
- Володар кубка португальської ліги: 2009-10, 2010-11, 2011-12, 2013-14, 2014-15
- Володар кубка Португалії: 2013-14
- Володар Суперкубка Португалії: 2014

«Спортінг» Лісабон
- Володар Суперкубка Португалії: 2015
- Володар Кубка португальської ліги: 2017-18

«Фламенгу»
- Чемпіон Бразилії: 2019
- Володар кубка Лібертадорес: 2019
- Володар Рекопи Південної Америки: 2020
- Володар Суперкубка Бразилії: 2020

«Аль-Гіляль»
- Володар Суперкубка Саудівської Аравії: 2018, 2023, 2024
- Чемпіон Саудівської Аравії: 2023-24
- Володар Королівського кубка Саудівської Аравії: 2023-24

«Фенербахче»
- Володар Кубка Туреччини: 2022-23

#### Індивідуальні
- Тренер року: 2009-10, 2013-14, 2014-15